# Petrovay György
Dolhai és petrovai Petrovay György (Tiszabő, 1845. január 30. – Máramarossziget, 1916.) földbirtokos, levéltáros, genealógus, növénynemesítő. Álneve Kiss Iván.

## Élete
Petrovay László ügyvéd, földbirtokos és ehrenbergi báró Cannal Johanna fia. Tanulmányait otthon kezdte, 1854-1857 között Bécsben tanult a Bilka József-féle magán fiúnevelő intézetben. A gimnázium 3. és 4. osztályát Pesten az állami gimnáziumban, az 5. a kegyesrendieknél, a 6-8. osztályt Szarvason végezte.
1864-ben az akkori helytartó-tanács engedélyével, mint betegsége miatt otthon tartózkodó, magánhallgatóként iratkozott be Egerben a jogi tanfolyamra. 1866-ban ő felsége nevében nagykorúsíttatott, tanulmányait félbeszakította s átvette örökségét, a nagykörűi birtokot. 1868-ban nagybátyja, családjának utolsó férfisarja, báró Cannal Károly nyugalmazott császári és királyi főhadnagy fiává fogadta. 1870-ben birtokán faiskolát létesített, melynek művelésével és csemetéinek elárusításával foglalkozott. Terményeit több kiállításon első díjjal és oklevelekkel tüntették ki. 1867-től mint Heves vármegye bizottsági tagja és választó összeírási elnök részt vett a függetlenségi párt politikájában. Több ízben működött mint Heves vármegye által kiküldött helyettes alispán. 1879-ben mint a szolnoki kataszteri járás választott járásbecslője védte a birtokosság érdekeit a becslőbiztos ellen.
1879-ben felvették a kolozsvári unitárius egyház tagjai közé, miután a római katolikus egyházból kilépett. 1881-től a földművelés-, ipar- és kereskedelmi minisztérium megbízásából négy évig működött több megyében a faiskolák rendezésénél, majd philoxera biztosnak választották. 1906-1916 között Máramaros vármegye főlevéltárnoka volt.
A magyar heraldikai társaság igazgató-választmányi taggá választotta, a Magyar Történelmi Társulatnak alapító tagja. Nagykörűben meghonosította a gyümölcstermesztést, többek között a híres germersdorfi cseresznyefajtát is. Kézirathagyatéka a nagybányai levéltárban található.

## Művei
- Fegyvernek város magyar köriratú pecsétje. Századok 1880.
- A köpösdi gróf Tolvay-család. Századok 1880.
- Lector regius. Történelmi Tár 1887.
- Egy adat Bogdán vajda kivándorlásához. Történelmi Tár 1887.
- A bilkei Lipcsey-család. Turul 1894.
- A Szaplonczay család leszármazása 1360-tól. Turul 1901.
- Oklevelek Máramaros vármegye történetéhez I. Történelmi Tár 1909.
- A báró és nemes Orczy-család. Turul.
- Adalékok a Sárközyek genealogiájához. Turul.
- A Rajcsániak czímere. Turul.
- A Dolhay család története. Turul.
- A komlósi Komlósy család története 1344. évtől. Turul.
- A Bilkey Gorzi, Ilosvay, Kisfalusy és a Petrovay családok története. Turul.
- A felső-vadászi Rákóczy család. Turul.

Kertészeti cikkeket is írt szaklapokba és az általa kiadott Nagy-Kürüi Értesitőbe (1887).

## Emlékezete
- Az ő nevét őrzi Nagykörű főutcája, a falun átvezető 3223-as út településközponti szakasza.